# Fontana di San Benno
La fontana di San Benno (in tedesco Benno-Brunner) è una fontana di Monaco di Baviera.

## Storia
La fontana è stata eretta nel 1972 da Josef Henselmann ed è stata realizzata in marmo rosso. 

## Descrizione
Si trova all'angolo nord-est del duomo di Monaco di Baviera, la Frauenkirche, ove si trovano le reliquie del patrono di Monaco, san Benno, vescovo di Meißen. Mostra il santo Benno con un pesce nelle sue mani.